# 6519 Giono
6519 Giono è un asteroide della fascia principale. Scoperto nel 1991, presenta un'orbita caratterizzata da un semiasse maggiore pari a 2,1959078 UA e da un'eccentricità di 0,1563480, inclinata di 5,71474° rispetto all'eclittica.